# Baruscapillaria
Genre
Synonymes
- Ornithocapillaria Baruš & Sergeeva, 1990[1]

Baruscapillaria est un genre de nématodes de la famille des Capillariidae.

## Description
Le stichosome est constitué d'une unique rangée de stichocytes rectangulaires. Il y a quatre bandes bacillaires : une ventrale, une dorsale et deux latérales. Chez le mâle, l'extrémité postérieure est dépourvue de palettes caudales contrairement à d'autres Capillariidae. La bourse membraneuse est bien développée, lobulaire ou pas, et soutenue par une projection latéro-ventrale de chaque côté munie d'une papille,. Le spicule est unique, tubulaire et bien sclérifié. La gaine du spicule, située dans le cloaque, n'est pas épineuse. L'appendice vulvaire de la femelle est absent ou présent. La membrane externe des œufs possède des structures caractéristiques pour chaque espèce.

## Hôtes
Les espèces de ce genre parasitent l'intestin et l'estomac de mammifères et d'oiseaux.

## Taxinomie
Le genre est décrit en 1982 par le parasitologiste tchèque František Moravec. Le nom est dédié à Vlastimil Baruš, helmintologiste tchécoslovaque ayant également travaillé sur les Capillariidae, qui a « grandement contribué à la connaissance de nombre d'espèces de Capillariidae ». Dans sa monographie de 2001 sur les nématodes de la super-famille des Trichinelloidea parasitant les animaux à sang froid, Moravec traite le genre Ornithocapillaria Baruš & Sergeeva, 1990 comme synonyme de Baruscapillaria.
La liste d'espèces fournie ci-après est élaborée sur la base des espèces reconnues par le parasitologiste tchèque František Moravec en 1982 dans sa révision des Capillariidae, complétée des espèces reconnues par Vlastimil Baruš et Tamara Petrovna Sergejeva en 1990, d'espèces nouvellement décrites depuis lors et d'espèces rapprochées du genre Ornithocapillaria par Anna Okulewicz en 1993 et reconnues par le Biology Catalog proposé par Joel K. Hallan en 2008.
- Baruscapillaria angusta (Dujardin, 1845)[8],[9]
- Baruscapillaria anseris (Madsen, 1945)[10]
- Baruscapillaria appendiculata (Freitas, 1933)[5],[7],[11]
- Baruscapillaria belopolskaiae (Jogis, 1968)[5],[7]
- Baruscapillaria caeruleaii (Sood, 1972)[5]
- Baruscapillaria calliopis (Yamaguti, 1941)[5],[7]
- Baruscapillaria carbonis (Dubinin & Dubinina, 1940)[12],[13]
- Baruscapillaria cincli (Yamaguti, 1941)[7]
- Baruscapillaria conspecta Spratt, 2006[14]
- Baruscapillaria cylindrica (Eberth, 1863)[8],[9]
- Baruscapillaria emberizae (Yamaguti, 1941)[5],[7]
- Baruscapillaria falconis (Goeze, 1782)[7], placé dans le genre Pseudocapillaria par František Moravec en 1982[3]
- Baruscapillaria grallinae (Johnston & Mawson, 1945)[7]
- Baruscapillaria herodiae (Boyd, 1966)[5],[7]
- Baruscapillaria inflexa (Rudolphi, 1819)[5]
- Baruscapillaria jaenschi (Johnston & Mawson, 1945)[5],[7]
- Baruscapillaria kutori (Rukhljadeva, 1946)[5]
- Baruscapillaria longevaginata (Linstow, 1879)[8],[9]
- Baruscapillaria mergi (Madsen, 1945)[7], placé dans le genre Pseudocapillaria par František Moravec en 1982[3]
- Baruscapillaria montevidensis (Calzada, 1937)[5]
- Baruscapillaria multicellularis (Yamaguti, 1941)[5]
- Baruscapillaria obsignata (Madsen, 1945)[10],[7]
- Baruscapillaria ovopunctata (Linstow, 1873)[5],[10]
- Baruscapillaria pachykeramota (Wedl, 1856)[5]
- Baruscapillaria phalacrocoraxi (Borgarenko, 1975)[5],[7]
- Baruscapillaria picorum (Rudolphi, 1819)[8],[9], placé dans le genre Pseudocapillaria par František Moravec en 1982[3]
- Baruscapillaria pitti (Wakelin, Schmidt & Kuntz, 1971)[5],[7]
- Baruscapillaria prashadi (Maplestone & Bhaduri, 1942)[5]
- Baruscapillaria prodicipitis (Yamaguti, 1941)[5],[7]
- Baruscapillaria quiscali (Read, 1949)[5]
- Baruscapillaria ransomia (Barker & Noyes, 1915)[5]
- Baruscapillaria resecta (Dujardin, 1845)[15],[9], aussi orthographié B. resectum[12]
- Baruscapillaria rudolphii Moravec, Scholz & Nasincova, 1994[12]
- Baruscapillaria ryjikovi (Daija, 1967)[5],[7]
- Baruscapillaria saurotherae (Baruš & Lorenzo Hernández, 1970)[7]
- Baruscapillaria spiculata (Freitas, 1933)[5]
- Baruscapillaria tiaras (Madsen, 1945)[7]
- Baruscapillaria traverae (Ash, 1962)[5]

Baruscapillaria corvorum (Rudolphi, 1819), parasite des corvidés du genre Corvus, est reconnu comme valide par Baruš et Sergejeva (1990). Il est en revanche traité comme nomen nudum par Moravec, Scholz et Našincová (1994) qui donnent, pour nom valide du ver parasitant principalement les corvidés, Baruscapillaria resecta (Dujardin, 1845).